# 48時間映画祭

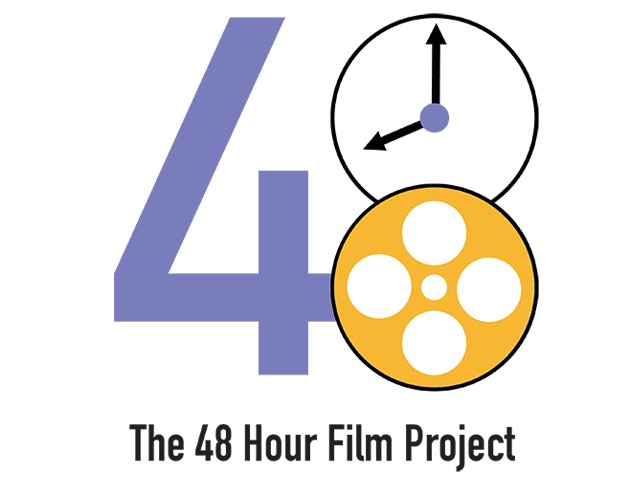
Logo for the 48 Hour Film Project, as of 2018

48時間映画祭（48 Hour Film Project）は、ジャンルを抽選で決定、お題のキャラクター、職業/属性、小道具、台詞をとり入れ、48時間以内に短編映画を完成させるというショートフィルムコンペティション。48時間映画祭は俗称で正しい名称ではない。
グランプリを獲得した映画は、それぞれの都市を代表してFilmapaloozaに駒を進める。さらにその中から選び抜かれた約15作品はカンヌ映画祭短編映画部門で上映される。

## 開催地
2001年ワシントンDCを皮切りに世界各地で開催。日本では2011年より開催。